# Mobéso
Mobéso est un village du Cameroun, situé dans la région de l'Est et dans le département de la Kadey. Il est localisé dans la commune de Ndelele.